# Centrum výzkumu Řež
Centrum výzkumu Řež s.r.o. byla založena v roce 2002. Je dceřinou společností společnosti ÚJV Řež, a.s. a navazuje na dnes již šedesátiletou tradici jaderného technologického výzkumu v Řeži. Společnost je výzkumnou organizací podle Zákona 130/2002 Sb.

## Historie
Předmětem činnosti byla stanovena výzkumná a vývojová činnost v oblasti přírodních a medicínských věd na reaktorech LVR-15 a LR-0 a podpora studentské činnosti. Centrum výzkumu postupně rozšiřovalo rámec činností a roku 2009 byla jeho působnost rozšířena na výzkum a vývoj v oblasti přírodních a technických věd, jaderné energie, udržitelné energetiky a dalších s tím souvisejících vědních oblastí a dále k šíření výsledků výzkumu a vývoje prostřednictvím výuky nebo převodu technologií. Od roku 2009 je také významným řešitelem vývoje a dodávek horkých komor pro nově stavěný výzkumný reaktor Jules Horowitz ve Francii. V roce 2011 došlo k převodu výzkumných reaktorů ze společnosti ÚJV Řež do Centra výzkumu Řež. Společnost tak získala významnou výzkumnou infrastrukturu umožňující účast v národních i mezinárodních projektech výzkumu a vývoje a zároveň platformu pro spolupráci s vysokými školami a výzkumnými organizacemi, což vedlo k posílení výzkumných týmů.
Historicky nejvýznamnějším projektem z hlediska rozvoje společnosti je projekt „SUSEN“. Realizací projektu SUSEN byly významně posíleny možnosti pro účast výzkumné a vývojové technologické komunity České republiky na programech důležitých pro vývoj, projektové řešení a konstrukční přípravu technologií jaderných reaktorů Generace IV a fúzních reaktorů, výzkumné a vývojové práce pro podporu bezpečnosti a dlouhodobé životnosti stávajících elektráren a výzkum materiálů, chladicích médií a technologií zpracování odpadu nejen pro jadernou, ale i pro nejadernou energetiku včetně obnovitelných zdrojů a ukládání energií. Nově vzniklá vědecko-výzkumná základna je rovněž zcela unikátní příležitostí pro odborný rozvoj výzkumných pracovníků, možnosti jejich celoživotní kariéry, dále možnost udržovat a rozvíjet kompetence v jaderné energetice a podle potřeby i v dalších technologických oblastech.

## Sekce společnosti
Společnost je organizačně rozčleněna na několik výkonných sekcí (mezi ně patří následující: Výzkum a vývoj v energetice, Provoz výzkumných reaktorů, Výstavba velkých infrastruktur a Výzkum bezpečnosti) a podpůrné útvary (Finance, Provoz a Projektová kancelář). Důležitými podpůrnými funkcemi v organizaci jsou vědecký ředitel a manažer pro komerční výzkum. Mimo organizační strukturu, jako poradní orgány ředitele, pracují mezinárodní komise pro infrastrukturu a vědecká rada.

### Sekce výzkumu a vývoje v energetice
Zkráceně také sekce VaV, má za úkol především efektivně využívat velké výzkumné infrastruktury v Řeži. Velkými výzkumnými infrastrukturami se rozumí především reaktory LR-0, LVR-15, reaktorové vodní smyčky a smyčky pro výzkum reaktorů IV. generace. V rámci těchto zařízení je v sekci soustředěno řízení projektů a zakázek zaměřených na výzkum a vývoj spojený s ozařováním materiálů, ozařovacími službami a optimalizací provozu výzkumných reaktorů. Řeší se zde problematika související především s provozem jaderných zařízení, jako jsou: radiační výpočty, testování materiálů v zátěžových podmínkách, vodní režimy primárních okruhů, inspekce jaderného paliva, podpora LTO programu atp.; nebo problematika, jež souvisí s provozem jaderných zařízení jen okrajově či vůbec: podpora výroby a vývoje radiofarmak, ozařování křemíku pro polovodiče, aplikace inovativních technologií, neutronová záchytová terapie, výzkum nanomateriálů, úprava vody na specifické limitní parametry, vývoj instrumentace pro extrémní podmínky a další.

### Sekce provozu výzkumných reaktorů
Jak z názvu vyplývá, hlavním úkolem sekce je bezpečný a spolehlivý provoz dvou výzkumných jaderných reaktorů LVR-15 a LR-0. Zajišťuje se zde udržování potřebných oprávnění a povolení pro veškeré činnosti spojené s provozem reaktorů a to včetně tvorby a údržby příslušné dokumentace, jednání s dozornými orgány apod. Dále sekce zajišťuje směnovou obsluhu obou reaktorů a technologických smyček a udržování odpovídajícího technického stavu zařízení. Při přípravě experimentálních i komerčních zakázek poskytují pracovníci sekce technickou podporu uživatelům reaktoru, zejména sekci reaktorových služeb.

### Sekce výstavby velkých infrastruktur
Sekce zpracovává strojírenské konstrukční úkoly, zabývá se technickou koordinací a inženýringem strojírenských a výpočtových prací interních i externích, sestavováním a oponenturou technické části zadávacích dokumentací pro výběrová řízení vypisovaná firmou, technickou a konstrukční oponenturou a kontrolou přejímaných zakázek.

### Sekce výzkumu bezpečnosti
Úkolem této sekce je technická a odborná podpora Státního úřadu pro jadernou bezpečnost (SÚJB). Podpora se týká zejména expertního hodnocení bezpečnostních rozborů předkládaných SÚJB provozovatelem jaderných elektráren na území České republiky a tvorbě odborných analýz. Sekce aktivně splňuje funkci TSO (Technical and Scientific Support Organization).

## Projekt SUSEN
Jedná se o projekt Udržitelné energetiky, který byl v prosinci 2011 schválen Evropskou komisí a představuje posílení výzkumné infrastruktury v rámci energetiky v České republice. Projekt je financován ze strukturálních fondů Evropské unie a rozdělen do dvou fází. První z nich byla realizována v letech 2012–2015 a jejím úkolem byla výstavba 3 nových budov a rozšíření 5 stávajících budov spolu s nákupem potřebného experimentálního vybavení. Druhá fáze navazuje v podobně dokončení dodávek experimentálních technologií a realizování výzkumných prací na těchto experimentálních technologiích.
Projekt se skládá ze čtyř výzkumných programů, mezi ně patří:

### Technologické experimentální okruhy
Tato oblast je zaměřena především na rozšíření experimentální základny podílející se na vývoji nových technologiích a materiálů pro reaktory IV. generace a fúzní reaktory. Cílem této oblasti je především výzkum fyzikálních a chemických vlastností teplosměnných médií, jež jsou právě využívány v rámci technologií reaktorů IV. generace a fúzních reaktorů. Konkrétně se jedná o následující výzkumné aktivity.:

#### Výzkum supekritického CO_{2}

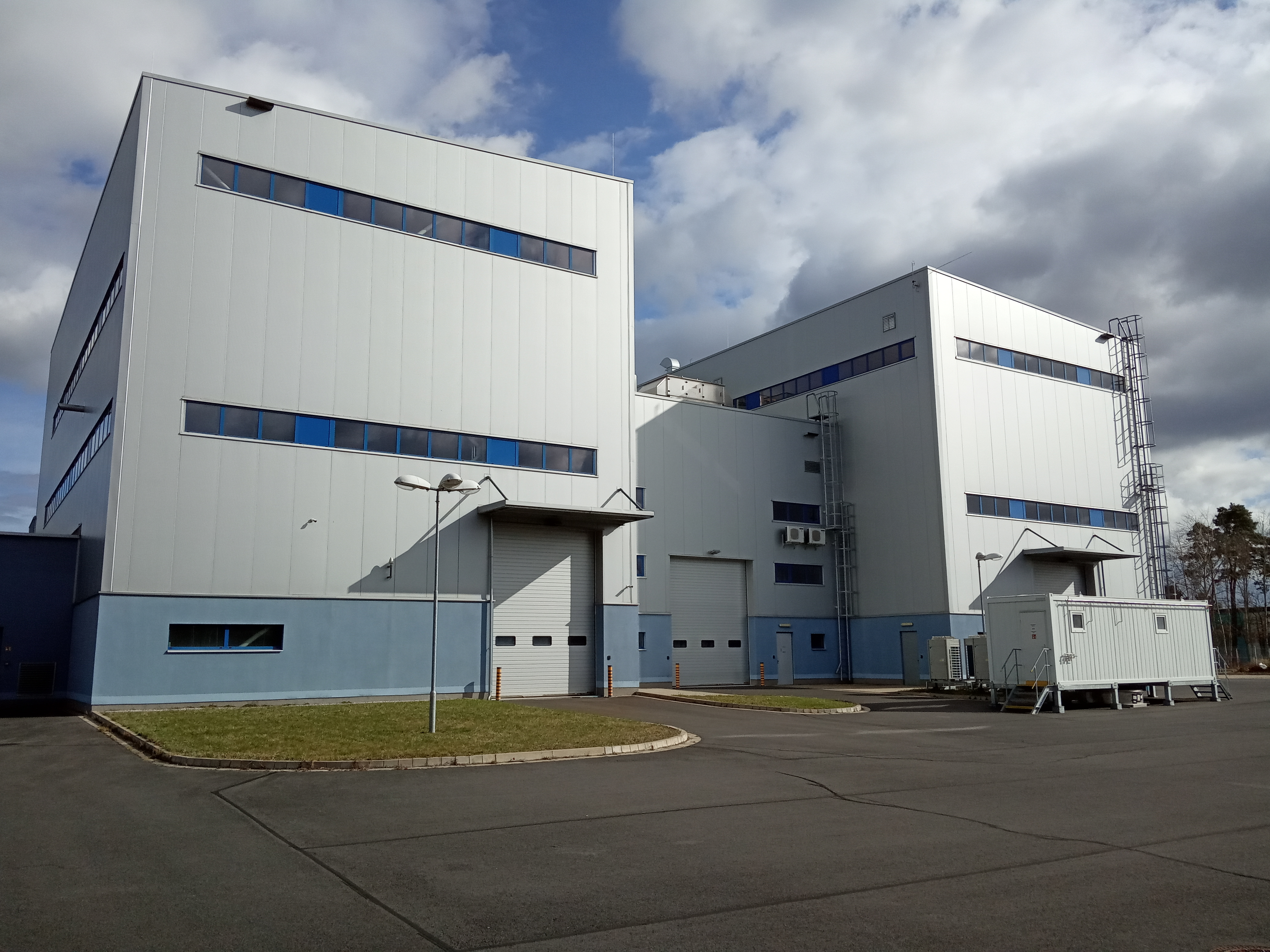
Experimentální hala Centra výzkumu Řež, jejíž součástí je zařízení HELCZA

#### Výzkum superkritické vody a ultrakritické vody
Superkritická voda je voda, jejíž parametry se ve fázovém diagramu pohybují nad kritickým bodem (teplota 374,15 °C a tlak 22,21 MPa). Na rozdíl od podkritické vody se superkritická voda vyznačuje značně rozdílnými fyzikálně-chemickými vlastnostmi, především dochází k poklesu hustoty a nárůstu tepelné kapacity (v blízkosti kritického bodu dosahuje svého maxima, tento jev dělá ze superkritické vody výborné teplosměnné médium), superkritická voda se také stává výrazně korozním prostředím téměř ke všem druhům ocelí. V současné době se již používá pro nadkritické bloky fosilních elektráren a je součástí jednoho ze šesti konceptů jaderných reaktorů IV. generace (superkritickou vodou chlazený reaktor SCWR). Cílem výzkumu v rámci projektu SUSEN je především výstavba Superkritické vodní smyčky SCWL, jejíž kanál bude pro zajištění neutronového toku uložen v aktivní zóně výzkumného reaktoru LVR-15. Zkoumány budou především vlastnosti materiálů při expozici v superkritické vodě a za působení radiace. Cílem výzkumu ultraktritické vody je výstavba Ultrakritické vodní smyčky UCWL jež bude simulovat fyzikálně-chemické prostředí ultrakritické vody v neaktivním prostředí. Důvodem výzkumu ultrakritické vody je především celosvětový trend zvyšování parametrů energetických zařízení pracujících na principu Rankinova–Clausiova vodního oběhu za účelem zvýšení účinnosti. Toto zvyšování parametrů vede k dosažení teplot vody mnohdy nad 700 °C, což vytváří náročné pracovní podmínky pro materiály turbín a jiných komponent tepelných elektráren.

#### Výzkum vysokoteplotního helia
Důvodem pro výzkum vysokoteplotního helia je především jeho potenciální využití v rychlých reaktorech IV. generace chlazených plynem GFR. Helium by v tomto reaktoru mělo dosahovat pracovní teploty zhruba 850 °C, přičemž by přímo pohánělo i samotnou turbínu. Hlavní výhodou tohoto reaktoru by měla být možnost využití transuranů z již použitého jaderného paliva pro další produkci energie. Pro výzkumné účely využití helia v reaktoru GFR je realizováno zařízení S-ALLEGRO, které je určeno pro experimentální program, jehož cílem je modelově prověřit základní bezpečnosti charakteristiky případného reaktoru GFR. Na zařízení S-ALLEGRO mají být prověřeny především systémy odvodu zbytkového tepla, chlazení přirozenou cirkulací, systémové chování v přechodových stavech či systémové chování za podmínek havarijních stavů. Další potenciální využití vysokoteplotního helia je v reaktorech IV. generace s velmi vysokou teplotou chladiva (VHTR). V tomto případě by helium pracovalo při teplotě zhruba 1000 °C. Samotný koncept reaktoru vychází ze zkušeností získaných při provozu britských plynem chlazených reaktoru Magnox a AGR. Za účely zkoumání chemických a fyzikálních vlastností helia za takto vysokých teplot je v rámci výzkumu vysokoteplotního helia budována speciální smyčka HTHL 2, jejíž součástí bude také ozařovací kanál v aktivní zóně výzkumného reaktoru LVR-15. Smyčka je určena především pro dlouhodobé testy vzorků konstrukčních materiálů vhodných pro reaktory VHTR.

#### Výzkum supekritického CO2
Hlavním důvodem pro výzkum superkritického CO2 (nad teplotou 30,98 °C a tlaku 7,38 MPa) je jeho možné použití v sekundárním či primárním okruhu elektrárny s reaktorem IV. generace. Superkritické CO2 spadá spolu se superkritickou vodou do kategorie superkritických kapalin, které se vyznačují hustotou blízkou kapalinám a viskozitou podobnou plynům. Z tohoto důvodu jsou také velmi příznivé pro využití v energetice, např. pro pohon turbíny. Na druhou stranu mají také spoustu méně vhodných vlastností pro energetické účely a to například, že jsou velmi dobrá rozpouštědla, tedy silně korozivní. Toto zužuje jejich potenciál pro využití v energetice a zvyšuje nároky na kvalitu materiálů energetických zařízení. Za účelem výzkumu vlastností superkritického CO2 je budována experimentální smyčka SCO2, jež bude sloužit ke zkouškám výměníků, zkoumání přestupu tepla, materiálové testy aj.

#### Výzkum pro fúzní aplikace
Pro výzkumnou činnost ve fúzních aplikací je v rámci projektu SUSEN realizováno několik experimentálních zařízení. Prvním z nich je tzv. zařízení HELCZA (High Energy Load Czech Assembly). To je určeno pro testování materiálů komponent fúzního reaktoru ITER. Jde především o panely první stěny reaktoru. Tyto testy vyžadují aplikaci tepelného toku v rozsahu 0,5 MW/m² až 40 MW/m². Tepelný tok bude v zařízení HELCZA simulován cyklickým zatěžováním svazkem elektronů. Dalším výzkumným zařízením pro fúzi je testování plodivého blanketu, jež je vyvíjen pro energetický fúzní reaktor DEMO. Blanket bude mít při energetickém využívání fúze dvě důležité funkce, první z nich je odvod produkovaného výkonu z reaktoru a druhou z nich je produkce dalšího tritia. Za účely testování technologie plodivého blanketu je v laboratořích Centra výzkumu budováno specifické technologické zařízení, jež má simulovat část budovy ITER spolu s jednotlivými technologickými moduly náležící k tzv. Test Blanket Module. Posledním přírůstkem mezi experimentálním zařízením pro výzkum v oblasti fúze je nový neutronový zdroj a urychlovač. Ty budou využívány především pro metrologické účely, resp. pro měření neutronových a gama spekter při porovnání s knihovnami jaderných dat.

#### Výzkum v oblasti vodíkového hospodářství
Vodíkové hospodářství v sobě nese technologické řešení pro uspokojení energetických potřeb v rámci využití vodík. Vodík sice nelze použít stejným způsobem jako klasické palivo (jímž je např. uhlí, ropa, uran) a to hlavně z důvodu, že se ve své elementární formě na zemi prakticky nevyskytuje (je nutné ho vyrobit), ale je možné jej využít jako nosič energie. Praktické využití můžeme nalézt v rámci dopravy, a to jako alternativní druh paliva. Příkladem může být český hybridní autobus TriHyBus, jehož prototyp byl dokončen v polovině roku 2009. K dalším významným aplikacím vodíku patří záložní zdroje energie, kogenerační jednotky a zdroje energie pro mobilní zařízení. Problematická je však jeho výroba, a to hlavně z toho důvodu, že zhruba 96 % vyrobeného vodíku pochází v současnosti z fosilních paliv, přičemž vzniká poměrně velké množství CO2, což z vodíku dělá podstatně neekologický zdroj (pouhá 4 % jsou vyráběna elektrolýzou vody, která je podstatně šetrnější k životnímu prostředí). Cílem výzkumné aktivity v projektu SUSEN je vývoj na poli vysokoteplotní elektrolýzy vody (při teplotách 700–900 °C) typu SOEC, s čímž je také spojen provoz experimentální smyčky pro výrobu vodíku. Smyčka simuluje propojení vysokoteplotní elektrolýzy vody v kogeneraci s vysokoteplotním plynem chlazeným jaderným reaktorem IV. generace. Součástí výzkumu je také studie degradace materiálů v rámci vodíkových technologií.

### Strukturální a systémová diagnostika
Tento výzkumný program je zaměřen především na prodlužování životnosti stávajících jaderných elektráren a podporu provozu budoucích generací reaktorů. Mezi hlavní cíle patří komplexní popis vlastností konstrukčních materiálů jaderných reaktorů, vývoj nových způsobů nedestruktivního zkoušení materiálů nebo vývoj nových postupů pro ověření odolnosti konstrukčních materiálů během podmínek těžkých havárií. Do tohoto programu spadají následující aktivity a zařízení:

#### Výzkum v oblasti degradace a životnosti konstrukčních materiálů jaderných reaktorů
Vlivem neutronového toku, jenž působí na konstrukční prvky jaderných reaktorů, dochází k nevratným změnám mikrostruktury, což následně významně ovlivňuje jejich fyzikální a mechanické vlastnosti. Tato problematika se dotýká především životnosti tlakové nádoby, s níž je také spojen tzv. svědečný program a pojem radiační křehnutí. Kromě neutronového toku jsou konstrukční prvky jaderných reaktorů také vystaveny poměrně vysokým teplotám při působení mechanického namáhání, čímž nastává tzv. creepové namáhání (česky také tečení). Dalším významným degradačním procesem vyskytujícím se v jaderném reaktoru je koroze. Za účelem získání hlubších poznatků v rámci výše zmíněných degradačních procesů je vybudováno centrum vysoce citlivých analytických přístrojů. Mezi nejvýznamnější přístroje centra patří např. metalografický světelný mikroskop, který umožňuje pozorovat strukturu materiálů při zvětšení až 1500× (díky tomu lze pozorovat např. strukturní změny materiálů způsobené creepovými pochody, mezikrystalovou korozi austenitických ocelí aj.). Dalšími klíčovými přístroji jsou skenovací elektronový mikroskop a transmisní elektronový mikroskop.
Výzkum v oblasti nedestruktivního zkoušení pro jaderné reaktory
Nedestruktivní zkoušení, nebo také defektoskopie, hraje významnou roli v diagnostických metodách provozovaných zařízení. Dovoluje nám průběžně sledovat materiálový stav zařízení bez nutnosti jeho destrukce pro tvorbu zkušebních vzorků. V oblasti jaderné energetiky je jednou z nejvýznamnější metod ultrazvuková defektoskopie. Ta umožňuje detekci necelistvostí uvnitř materiálu a právě v rámci této metody je prováděn výzkum za účelem vývoje nových postupů pro zkoušení feritických, austenitických a homogenních svarových spojů. Výzkum je dále zaměřen na nedestruktivní zkoušení betonu s cílem nalezení vhodné metody pro zjištění míry porušení struktury betonu vlivem záření.

#### Simulace těžké havárie jaderné elektrárny nové generace
V této skupině je testována funkčnost bezpečnostních zařízení v podmínkách odpovídajících havárii na primárním okruhu. Během takové situaci jsou komponenty vystaveny vysoké dávce radiace, vysoké teplotě, vysokému tlaku a účinkům přehřáté páry. Spolu s dalšími faktory dochází k urychlené degradaci izolačních materiálů, které hrají v případě těžkých havárií zásadní roli. Pro účely simulace takových podmínek slouží tři zařízení. Prvním z nich je gama ozařovna. Ta je využívána pro ozařování vzorků při různých teplotách za účelem simulací radiačního a tepelného stárnutí při provozu na jaderných elektrárnách. Dalším zařízením je tzv. LOCA, která umožňuje zkušební tělesa podrobit účinkům vysoké teploty, tlaku a sprchování dezaktivačním roztokem. Posledním prvkem je vysokonapěťová zkušebna pro testování kabelů nízkého napětí.

#### Horké komory
Horké komory slouží pro bezpečnou práci s radioaktivním materiálem. Realizovány jsou pomocí obvodové stínicí konstrukce z ocelových bloků a olovnatého skla, jež spolu s kamerovým systémem umožňuje sledování prací uvnitř komor. Veškerá manipulace je prováděna dálkově pomocí elektromechanických rukou, které přináší jisté omezení v možnostech prováděných výkonů. Transport radioaktivních materiálů je realizován zavážecím strojem pohybujícím se nad stropním stíněním. Přístrojové vybavení komor by mělo zajistit celý proces materiálového zkoušení, tzn. mechanické zkoušky, strukturní analýzu aj.

### Jaderný palivový cyklus
Projekt je soustředěn především na tzv. zadní část palivového cyklu, tedy problematiku týkající se nakládání s radioaktivními odpady a vyhořelým jaderným palivem (palivo z jaderného reaktoru se dostává do zadní části v momentě, kdy opustí chladicí bazén nacházející se vedle reaktoru). Účelem výzkumu je vývoj nových materiálů pro bezpečnější ukládání radioaktivního odpadu a minimalizaci jeho objemu samotného. Zde je nutné zdůraznit fakt, že ke vzniku radioaktivního odpadu nedochází pouze v rámci jaderné energetiky, ale také v rámci zdravotnického či potravinářského průmyslu, resp. všude kde se jakkoliv využívají radionuklidy. Do tohoto programu zároveň spadají výzkumné aktivity spojené se studií tzv. Coria, jež vzniká při roztavení aktivní zóny jaderného reaktoru během některých těžkých havárií. Konkrétně se jedná o níže popsané výzkumné aktivity a zařízení.

#### Výzkum v oblasti vybraných technologií pro palivové cykly pokročilých reaktorů
Zde je výzkum zaměřen na oblast separace transuranů a štěpných produktů, konkrétně na metodu frakční destilace fluoridů, jež je v celosvětovém měřítku vyvíjena pouze v laboratořích Centra výzkumu Řež s.r.o. Frakční destilace spočívá v rozdělování chemických látek na základě jejich rozdílného bodu varu. V případě frakční destilace fluoridů je nejprve nutné tyto fluoridy do materiálu dostat vhodnou chemickou reakcí. Této metody je mimo jiné využíváno při likvidaci roztaveného jaderného paliva vzniklého během nehody v jaderné elektrárně Fukušima.

#### Výzkumná zařízení pro zpracování a úpravu radioaktivních odpadů
Aktivita je zaměřena především na tvorbu co možná nejbezpečnějších forem radioaktivního odpadu pro následné ukládání, s čímž souvisí co možná největší využití moderních technologií a postupů. Mezi nejvýznamnější solidifikační technologie v rámci jaderného odpadu patří bitumenace (pro kapalné radioaktivní odpady), vitrifikace (zbytky z přepracovaného vyhořelého paliva, nízko a středně aktivní odpady), cementace (pro fixace pevných práškových odpadů, jako je např. popílek ze spalování kontaminovaných látek), fixace do geopolymerů (pro kapalné a semikapalné radioaktivní odpady) a fixace do syntetických organických polymerů (pro vysušené radioaktivní odpady). Experimentální technologická linka budována v rámci projektu SUSEN bude sloužit především pro vývoj v oblasti solidifikace kapalných a semikapalných radioaktivních odpadů s důrazem na minimalizaci vzniklých objemů.

#### Laboratoře pro geologické ukládání radioaktivních odpadů
Tato výzkumná aktivita úzce souvisí s otázkou trvalého úložiště radioaktivního odpadu. Především se jedná o korozní experimenty konstrukčních materiálu pro ukládací boxy za podmínek odpovídajících charakteru hlubinného úložiště. Další část výzkumu představují experimenty zaměřující se na možnou difuzi radionuklidů horninovým podložím. Archivováno 9. 6. 2021 na Wayback Machine.

#### Laboratoř posuzování vlivu energetického komplexu na životní prostředí
Slouží k posuzování vlivu energetického komplexu na životní prostředí nejen v rámci výzkumného programu Jaderného palivového cyklu, ale celého projektu SUSEN. Dalším cílem je zapojení laboratoře do sítě laboratoří Mezinárodní agentury pro atomovou energii.

### Materiálový výzkum
Jedná se o poslední výzkumný program v rámci projektu SUSEN. Jeho primárním zaměřením je výzkum materiálů pro jadernou energetiku, jistá část je však věnována i materiálům klasické energetiky či nekonvenčním zdrojům energie. Základna je budována v plzeňském vědecko-technologickém parku a je zde zároveň vytvářena spolupráce se Západočeskou univerzitou v Plzni, což otevírá celou řadu témat diplomových a disertačních prací. Součástí budované základny jsou laboratoře mezních stavů, mezi něž patří cyklická únava materiálu, studie šíření trhlin, korozní praskání aj. Mimo to jsou také budovány chemické a metalografické laboratoře.

## Další projekty

### Malé modulární reaktory (Small Modular Reactors – SMR)
Mezinárodní agentura pro atomovou energii (IAEA) dělí reaktory dle elektrického výkonu a malé reaktory zařazuje do kategorie výkonu do 300 MWe. Zatím co u velkých reaktorů, jako jsou např. v JE Temelín nebo JE Dukovany, se mnohdy jedná o zakázkovou výrobu, která se sebou nese značnou finanční zátěž, tak hlavním lákadlem malých modulárních reaktorů je možnost jejich sériové výroby.
Předmětem koncepčního návrhu vyvíjeného v rámci Centra výzkumu Řež je inherentně bezpečný vysokoteplotní reaktor registrovaný pod značkou Energy Well. Reaktor je určen především pro odlehlé oblasti jako dlouhodobý zdroj tepla a elektrické energie. Mezi jeho základní požadavky patří:
- tepelný výkon do 25 MWt
- obohacení paliva pod 20 %
- tepelná účinnost nad 40 %
- bezpečný provoz s minimálními požadavky na obsluhu na místě
- dlouhý provoz bez výměny paliva (7 let, palivo se nevyměňuje v místě provozu)
- snadná transportovatelnost

Koncept je založen na fluoridových solí jakožto teplonosného média. Jedním z důvodů pro použití fluoridových solí jsou bohaté zkušenosti České republiky v oblasti solných technologií ve světovém měřítku. Mimo jiné probíhaly také spolupráce např. s Oak Ridge National Laboratories na výzkumu solí jako média do reaktorů MSR (Molten Salt Reactor) / FHR (Fluoride Salt-Cooled High-Temperature Reactor). Dále zde hrají roli jejich příznivé termodynamické vlastnosti i za nízkého tlaku, což do jisté míry ulehčuje návrh celého zařízení. Samotná elektrárna by se měla skládat ze tří okruhů, přičemž fluoridové soli jsou využity v primárním (FLiBe) a sekundárním okruhu (NaBF4). V rámci terciárního je použito superkritického oxidu uhličitého. Typem použitelného paliva je tzv. TRISO v podobě šestihranných hranolových palivových souborů, jež jsou typické pro pracovní teploty pohybující se mezi 750–950 °C. Hlavním bezpečnostním systémem jsou zde regulační a havarijní tyče. Jedním z prvků pasivní bezpečnosti je tzv. kapsle s absorbátorem, u níž při dosažení nebezpečné teploty dojde k protavení a samovolnému přemístění absopční náplně do aktivní zóny. Biologickou ochranu proti záření zabezpečuje kombinace reflektoru o tloušťce 50 cm a stěna reaktorového modulu.